# Acid azotos
Acidul azotos (sau acidul nitros) este un acid oxigenat al azotului. Sărurile sale se numesc azotiți sau nitriți, iar un exemplu reprezentativ este azotitul de sodiu. Formula chimică a acidului azotos este HNO2. Este un compus instabil.
Apare în aer în zonele poluate. Acidul nitros și nitriții (azotiții) sunt substanțe foarte cancerigene. 
Acidul azotos este agentul folosit pentru obținerea sărurilor de arendiazoniu, compuși care se transformă în azoderivați în urma unei reacții de cuplare azoică.

## Proprietăți

### Fizice
Acidul azotos este un acid slab aflat în starea de agregare lichidă, instabil, ce poate fi stabilizat doar în formă de soluție apoasă diluată. Descompunerea acidului este favorizată de temperatură, de creșterea concentrației acidului sau de alți factori. Spre deosebire de această proprietate a acidului azotos, sărurile acestuia, numite azotiți sau nitriți sunt foarte stabile. 

### Chimice
Deși acidul azotos nu poate fi stabilizat decât în soluție, această soluție este puțin stabilă și se descompune lent chiar la 0 °C:
3HNO2 = HNO3 + 2NO + H2O
Reacția de descompunere a acidului azotos nediluat este:
2NHO2 = N2O3 + H2O = NO2 + NO + H2O
Din cauza tendinței foarte mari de descompunere, acidul azotic este foarte reactiv, deși este un acid slab (puțin mai tare decât acidul acetic). Reacțiile calitative ale anionului azotos pun în evidență caracterul oxidant sau reducător al acidului azotos. Anionul azotos se poate reduce foarte ușor la monoxid de azot, protoxid de azot, azot gazos sau amoniac, când este reducător. Reacționând cu acidul azotos, hidrazina se oxidează și în urma reacției rezultă protoxid de azot, azot molecular și amoniac, după reacția:
2N2H4 + 3HNO2 = 2N2O + N2 + NH3 + 4H2O
În reacție cu aminele, acidul azotos le transformă în compuși diazonici. 

#### Reducerea bicromatului de potasiu
Se poate face în mediu acid, cu ajutorul acidului sulfuric diluat. Prima etapă este încălzirea unei soluții diluate de bicromat de potasiu, acidulată cu acidul sulfuric diluat, la care s-a adăugat acid azotos. Se observă trecerea culorii portocalii a bicromatului de potasiu la verde, datorată apariției sulfatului de crom. 
K2Cr2O7 + 3HNO2 + 4H2SO4 = Cr2(SO4)3 + K2SO4 + 3HNO3 4H2O

## Obținere
Acidul azotos se poate obține prin dizolvarea în apă a dioxidului de azot și a trioxidului de azot. 